# Ljubiša Simić
Ljubiša Simić, serbisch kyrillisch: Љубиша Симић (* 22. Februar 1963 in Smederevo) ist ein ehemaliger jugoslawisch-serbischer Boxer.

## Amateurkarriere
Simić wurde 1982 erstmals Jugoslawischer Meister im Fliegengewicht und gewann in den folgenden Jahren zahlreiche weitere nationale Meistertitel, auch im Bantamgewicht und Federgewicht. Bei der Balkanmeisterschaft 1981 Pula gewann er Gold im Fliegengewicht und bei der Balkanmeisterschaft 1987 in Pristina ebenfalls Gold im Federgewicht, nachdem er im Finale Kirkor Kirkorow bezwungen hatte. Bei den Balkanmeisterschaften 1980 in Pernik gewann er Bronze und 1982 in Bursa Silber im Fliegengewicht. Bei Mittelmeerspielen gewann er 1983 in Casablanca Silber im Fliegengewicht und 1991 in Athen Gold im Federgewicht, nachdem er sich gegen Abdelhak Achik und Vahdettin İşsever durchgesetzt hatte.
Simić startete darüber hinaus bei fünf Europameisterschaften, wobei er 1985 in Budapest mit dem Gewinn der Goldmedaille im Bantamgewicht seinen größten Erfolg erzielte. Er hatte dabei unter anderem Klaus-Dieter Kirchstein und Aleksandar Christow besiegt. Dieser Erfolg sicherte ihm auch die Wahl zu Jugoslawiens Sportler des Jahres. Es handelte sich um das letzte EM-Gold für einen serbischen Boxer für 37 Jahre; erst 2022 gelang es dem in Russland geborenen Boxer Wahid Abbasow den EM-Titel im Weltergewicht für Serbien zu gewinnen. Bei der EM 1981 in Tampere unterlag Simić im Viertelfinale des Fliegengewichts Jarmo Eskelinen, 1983 in Warna in der Vorrunde des Fliegengewichts Constantin Titoiu. 1987 in Turin verlor er im Viertelfinale des Bantamgewichts Aleksandar Christow, sowie 1989 in Athen in der Vorrunde des Federgewichts László Szőke.
Bei den Weltcups 1985 in Seoul und 1987 in Belgrad gewann er jeweils eine Bronzemedaille im Bantamgewicht, nachdem er in den Halbfinalkämpfen gegen Moon Sung-kil bzw. Manuel Martinez ausgeschieden war. Zudem war er Teilnehmer dreier Weltmeisterschaften; 1982 in München verlor er im Viertelfinale des Fliegengewichts gegen Juri Alexandrow, 1986 in Reno im Achtelfinale des Bantamgewichts ebenfalls gegen Juri Alexandrow, sowie 1991 in Sydney in der Vorrunde des Federgewichts gegen Arnulfo Castillo.
Bei den Olympischen Spielen 1984 in Los Angeles unterlag er in der Vorrunde im Bantamgewicht Pedro Nolasco und bei den Spielen 1988 in Seoul ebenfalls in der Vorrunde des Federgewichts gegen Mekhak Ghazaryan.

## Profikarriere
Ljubiša Simić boxte als Profi von 1993 bis 1998 und wurde am 16. April 1995 mit einem Sieg gegen Alberto Sicurella (Bilanz: 23-0) WBC-International-Champion im Leichtgewicht und am 28. November 1996 mit einem Sieg gegen Óscar Palomino (15-6) auch IBF-Intercontinental-Champion im Leichtgewicht. Nach einer Niederlage im Rückkampf gegen Palomino im Januar 1998 beendete er seine Karriere, bestritt jedoch am 3. Juni 2005 im Alter von 42 Jahren einen letzten Kampf.